# ヘリー・ミューレン
ヘラルドゥス・ドミニクス・ヒュアシントゥス・ミューレン（Gerardus Dominicus Hyacinthus Mühren 1946年2月2日 - 2013年9月19日）は、オランダ出身のサッカー選手（ミッドフィールダー）。
北ホラント州フォレンダムで生まれ、同じくオランダ代表となったアーノルド・ミューレンの兄である。

## クラブ歴
ヘリー・ミューレンは、FCフォレンダムでキャリアをスタートさせた。1968年から1976年にかけてはアヤックスでプレーし、ヨーロピアン・カップで3回優勝した。在籍中、テルスターとの試合でアヤックス通算1000番目のゴールを挙げ、1972-73年のヨーロピアン・カップ準決勝セカンドレグ、レアル・マドリードとの試合では決勝点となるゴールを決めた。
アヤックスを離れた後、レアル・ベティスに在籍した。在籍中の1977年にチームはコパ・デル・レイで優勝しているが、外国人の出場が不可能であったため、出場できなかった。
その後に在籍した精工体育会では在籍中に2度リーグ優勝している。
1983年、DS 79（後のFCドルトレヒト）でエールステ・ディヴィジに優勝し、クラブはエールディヴィジに昇格するが、翌年の契約は得られずFCフォレンダムへ移籍して選手生活を終えた。

## 代表歴
オランダ代表として10試合に出場。1969年11月のイングランド戦で初出場、1973年11月のベルギー戦が最後の出場となった。

## 引退後
選手を引退した後は、アヤックスのスカウトとして働き、骨髄異形成症候群により、故郷のフォレンダムで67歳で死去した。

## タイトル
FCフォレンダム
- エールステ・ディヴィジ：1回 (1966-67)

アヤックス
- ダッチ・チャンピオンシップ：3回 (1969-70、1971-72、1972-73)
- ダッチ・カップ：3回 (1969-70、1970-71、1971-72)
- ヨーロッパ・カップ：3回 (1970-71、1971-72、1972-73
- ヨーロッパ・スーパーカップ：2回 (1972、1973)
- インターコンチネンタルカップ：1回 (1972)

DS 79
- エールステ・ディヴィジ：1回 (1982-83)

精工
- 香港ファーストディビジョンリーグ：2回 (1981-82、1982-83)